# Pivec von Hratschein und Klimstein

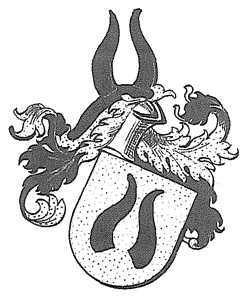
Stammwappen der Pivec nach Kadich-Blažek 1899

Pivec (von Hratschein und Klimstein) ist der Name eines alten mährisch-schlesischen Adelsgeschlechts aus dem Fürstentum Troppau, nach seinen dortigen Besitzungen ab dem 16. Jahrhundert Pivec (Pivce, Piwecz) von Hratschein (tschechisch Hradčany; 1936–45: Burgfeld; seit 1945 polnisch Gródczany) und Klimstein (tschechisch Klimštejn; seit 1945 polnisch Jabłonka) genannt.
Die erstmals im 14. Jahrhundert urkundlich erwähnten Namensträger waren Racek und Tomík. Sie waren Angehörige des hohen Klerus des Bischofs von Ölmütz.

## Wappen

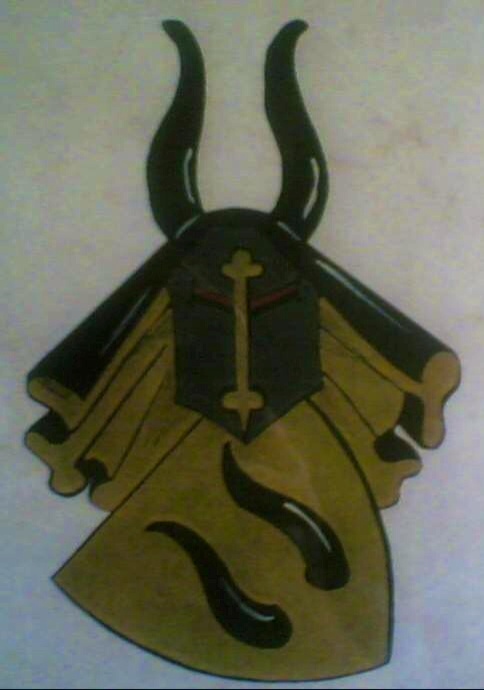
Stammwappen der Pivec von Hratschein und Klimstein

Empfangen am 9. September 1551 von Johann Pivec in Prag zeigt das Stammwappen der Pivec von Hratschein und Klimstein zwei schwarze Hörner im goldenen Feld. Den Helm zieren ebenso zwei schwarze Hörner. Die Helmdecke ist in Gold und Schwarz gehalten.
Über einem Nebeneingang des Schlosses Dolni Dlouhá Loučka, welches Joachim Pivec von Hratschein und Klimstein (Jáchym Pivec z Klinštejna a Hradčan) um 1700 besaß und zu einem Renaissanceschloss umgestalteten ließ, befindet sich bis heute ein in Stein gehauenes Familienwappen. Das Schloss ist heute Sitz des Gemeindeamtes.

## Geschichte
Nach den Regeln des Genealogischen Handbuchs des Adels (GHdA) zählt das ritterbürtige Geschlecht der Pivec mit seinen erstmals im 14. Jahrhundert urkundlich erwähnten Namensträgern zum Uradel (altem Adel).
Das alte Vladykengeschlecht der Pivec soll schon um 1000 im Gebiet des heutigen Troppau gesiedelt haben.

## Besitztümer (Ortschaften, Burgen, Schlösser, Höfe, u. a.)

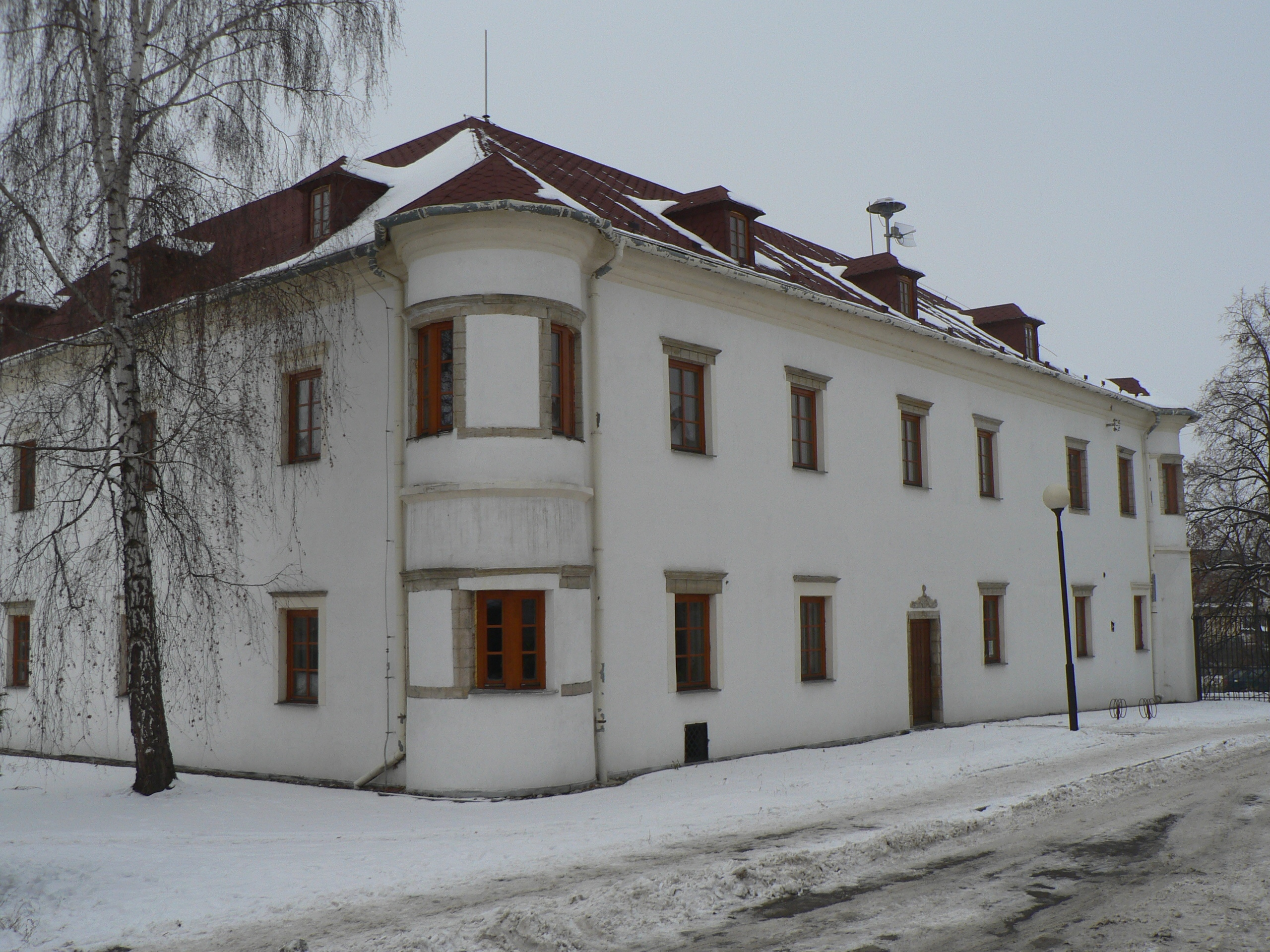
Renaissanceschloss Dolní Dlouhá Loučka

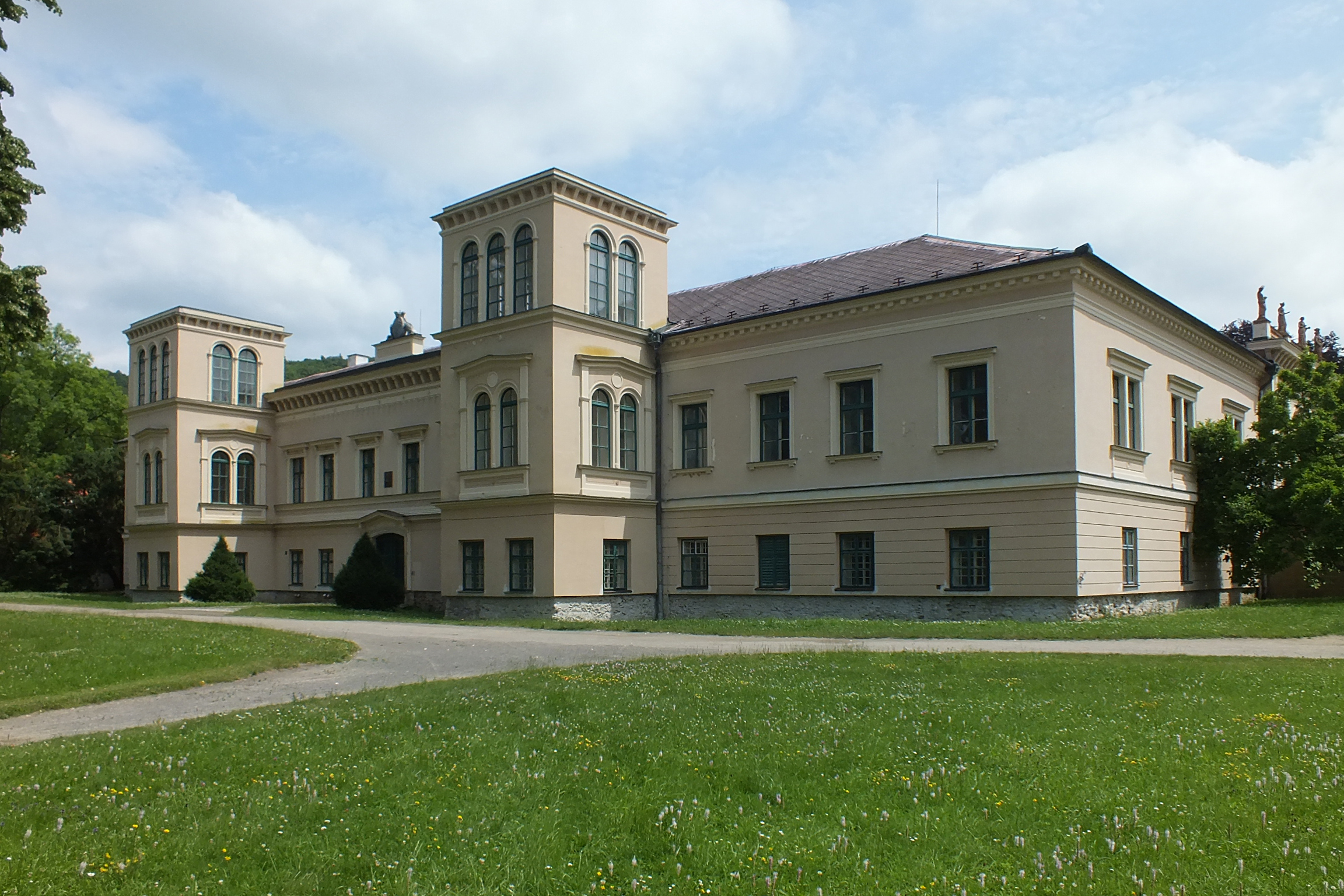
Schloss in Čechy pod Kosířem

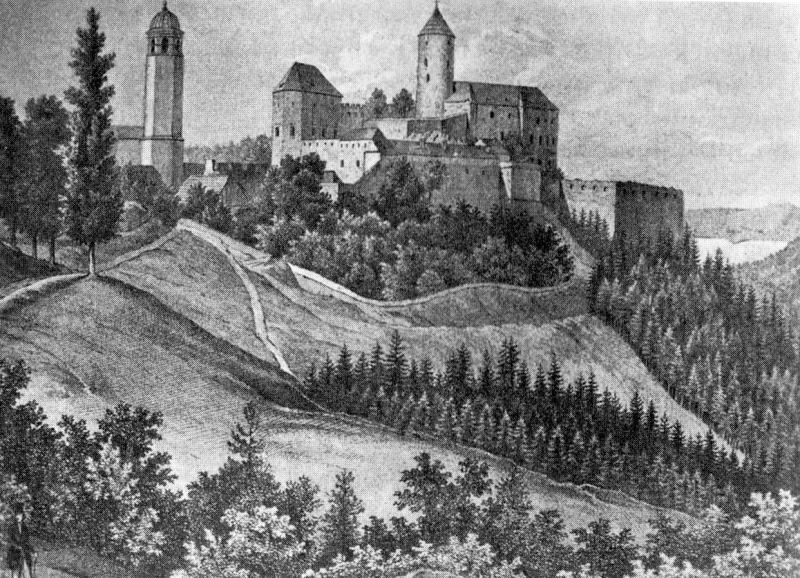
Hrad Sovinec (Eulenburg)

- Joachim Pivec von Hratschein und Klimstein (Jáchim Pivec z Hradčan a Klimštejna) war von 1577 bis 1583 Hauptmann der Burg Sovinec (Eulenburg)[8]
- Ende des 16. Jahrhunderts war Jan Pivec von Hratschein und Klimstein Hauptmann der Stadt Kremsier[9]
- 1572 Czech (Čechy pod Kosířem)[10]
- 1590 auf Vinar
- 1594–1600 Dolein[11]
- 1580–1598 Freihof zu Kosteletz
- 16. und 17. Jahrhundert auf dem Freihofe in der Sternberger Vorstadt
- 1599–1625 Schloss Langendorf und die dazugehörige Ortschaft Langendorf (Dolní Dlouhá Loučka)[12]
- 1612–1664 residierte ein Zweig des Adelsgeschlechts Pivec von Hratschein und Klimstein in Türnau[13]
- Lhotta Sabetschny[14]
- Loučka u Tišnova[15]
- Dvůr[16]
- In der Geschichte von Kojetín (Kojetein) wird mit Jan Pivec von Hratschein und Klimstein das Geschlecht der Pivec als eines der dort ansässigen Adelsgeschlechter dokumentiert.[17]
- Hratschein (tschechisch Hradčany; seit 1945 polnisch Gródczany)
- Klemstein (tschechisch Klimštejn; seit 1945 polnisch Jabłonka)
- Freihof zu Schakwitz ('tschechisch Čejkovice)
- Brosdorf (Bravantice)
- Morawitz (Moravice)
- Das Geschlecht der Pivec ist mit Habern auch in Rojetein begütert gewesen (Josef Pilnáček dokumentiert in seinem Werk Staromoravští rodové ein Geschlecht Pivec z Habří a z Rojetína)